# ダイヤモンド・コネクション
ダイヤモンド・コネクション（Lady Ice)は、1973年に公開されたアメリカ合衆国のクライム映画。監督トム・グライス。出演ドナルド・サザーランド、ジェニファー・オニール、ロバート・デュヴァル。

## あらすじ
私立探偵アンディ・ハモンドは、宝石や貴金属を専門とする保険会社の依頼を受け、マイアミで起きていた宝石盗難事件を調査していた。彼は、盗まれた宝石の運び屋から盗品の一つである時価100万ドルのネックレスを奪い、ダイヤの密売組織を挑発する。彼は事件の規模の大きさから組織的な関与を疑い、マイアミにある大手自動車輸入会社に整備工員として潜入し、その一環として社長令嬢のポーラに接触する。ポーラの婚約者エディの妨害を受けつつも、アンディは調査を進め、やがてフロリダ特別捜査局局長のフォードも捜査に加わった。
そのころ、ポーラは500万ドルの取引きを進めていたものの、アンディたち2人に追われ、エディとともにバハマまで逃走する。
ポーラは盗まれたダイヤモンドのデザインを変えたうえで、部下にシカゴまで運ばせようとしていたところ、アンディに奪われてしまう。彼はそれを携えて保険会社の幹部たちがいる島へと向かう。
会社はアンディに巨額の報奨金を提示して、ポーラにそれが盗品であることを証明させることを依頼した。アンディの説得を受けたポーラが観念した矢先、エディたちが襲い掛かる。モーターボートで逃走する彼らが、フォード率いる特捜隊に追い詰められるところで物語は幕を下ろす。

## キャスト
| 役名             | 俳優                   | 日本語吹替                                                                                                  |
| 役名             | 俳優                   | フジテレビ版                                                                                                |
| ---------------- | ---------------------- | --- |
| アンディ         | ドナルド・サザーランド | 前田昌明 |
| ポーラ           | ジェニファー・オニール | 鈴木弘子 |
| エディ           | ジョン・サイファー     | 中江真司 |
| ブリンカー       | エリック・ブレーデン   | 嶋俊介 |
| フォード         | ロバート・デュヴァル   | 小林修 |
| ブース           | パトリック・マギー     | 宮川洋一 |
| カルロス         | ペリー・ロペス         | 千田光男 |
| 不明 その他      | N/A                    | 村松康雄 雨森雅司 北村弘一 藤本譲 渡部猛 田中康郎 斎藤昌子 石井敏郎 川浪葉子 二又一成 小島幸太郎 巻口久美子 |
| 日本語版スタッフ |                        | |
| 演出             | 演出                   | 高桑慎一郎                                                                                                  |
| 翻訳             | 翻訳                   | 山田実 |
| 効果             |                        | |
| 調整             |                        | |
| 制作             | 制作                   | ニュージャパンフィルム                                                                                      |
| 解説             | 解説                   | 高島忠夫 |
| 初回放送         | 初回放送               | 1980年6月6日 『ゴールデン洋画劇場』                                                                         |